# Karel Tomáš
Karel Tomáš (5. listopadu 1926 – 28. ledna 2003) byl český fotbalista, reprezentant Československa. Za československou reprezentaci odehrál v letech 1950–1952 šest utkání. Hrál za ATK Praha a Sokol Stalingrad.